# Nocturne indien (roman)
Pour les articles homonymes, voir Nocturne indien.
Nocturne indien (titre original en italien : Notturno indiano) est un roman italien d'Antonio Tabucchi publié en 1984 et paru en français le 1er octobre 1987 aux éditions Christian Bourgois. Ce roman a reçu la même année le prix Médicis étranger.

## Résumé
En Inde, un homme est à la recherche d’un ami disparu. Au cours de son périple, qui prend les allures d'une quête toujours déçue, il plonge dans l'univers inquiétant et fascinant du continent indien où il croise des devins, des jésuites portugais et de jeunes prostituées.

## Éditions françaises
- Nocturne indien, traduit par Lise Chapuis, Paris, éditions Christian Bourgois, 1988  (ISBN 978-2-26-700507-3)
  - réédition, Paris, UGE, coll. « 10/18 » no 1916, 1988  (ISBN 2-264-01099-1)
  - nouvelle édition, Paris, 10/18, coll. « Domaine étranger » no 1916, 2004  (ISBN 2-264-03947-7)
- Nocturne indien, traduit par Bernard Comment, Paris, éditions Gallimard, coll. « Du monde entier », 2015  (ISBN 978-2-07-043860-0)
  - réédition, Paris, éditions Gallimard, coll. « Folio » no 6335, 2017  (ISBN 978-2-07-272375-9)

## Adaptation
Le roman est adapté au cinéma en 1989 par Alain Corneau dans le film Nocturne indien avec Jean-Hugues Anglade et Clémentine Célarié dans les rôles principaux.